# آنجلکو ماروشیچ
آنجلکو ماروشیچ (انگلیسی: Anđelko Marušić؛ ۱۱ ژانویهٔ ۱۹۱۱ – ۵ اکتبر ۱۹۸۱) بازیکن فوتبال اهل یوگسلاوی بود.
از باشگاه‌هایی که در آن بازی کرده‌است می‌توان به باشگاه فوتبال هایدوک اسپلیت اشاره کرد.
وی همچنین در تیم ملی فوتبال یوگسلاوی بازی کرده‌است.